# Sáregres
Sáregres ist eine ungarische Gemeinde im Kreis Sárbogárd im Komitat Fejér. Sie liegt an dem Kanal Sárvíz-malomcsatorna.

## Söhne und Töchter der Gemeinde
- István Csók (1865–1961), Künstler

## Sehenswürdigkeiten
- Reformierte Kirche, erbaut 1884
- Römisch-katholische Kapelle Szent Lajos király, erbaut 1883
- Wassermühle (Vízimalom), erbaut Anfang des 19. Jahrhunderts

## Verkehr
Durch Sáregres verläuft die Landstraße Nr. 6307. Die Gemeinde ist angebunden an die Eisenbahnstrecke vom Budapester Ostbahnhof nach Dombóvár.

## Bilder

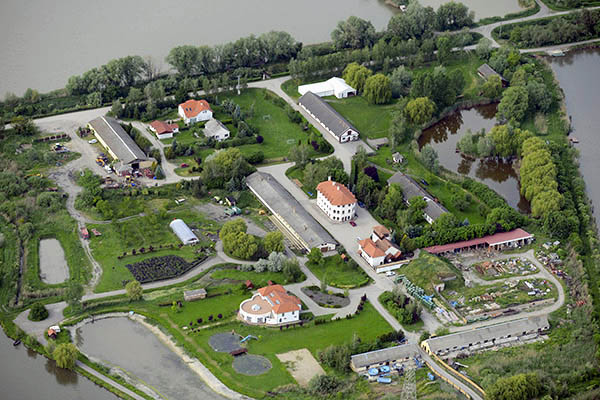
Luftbild von Sáregres
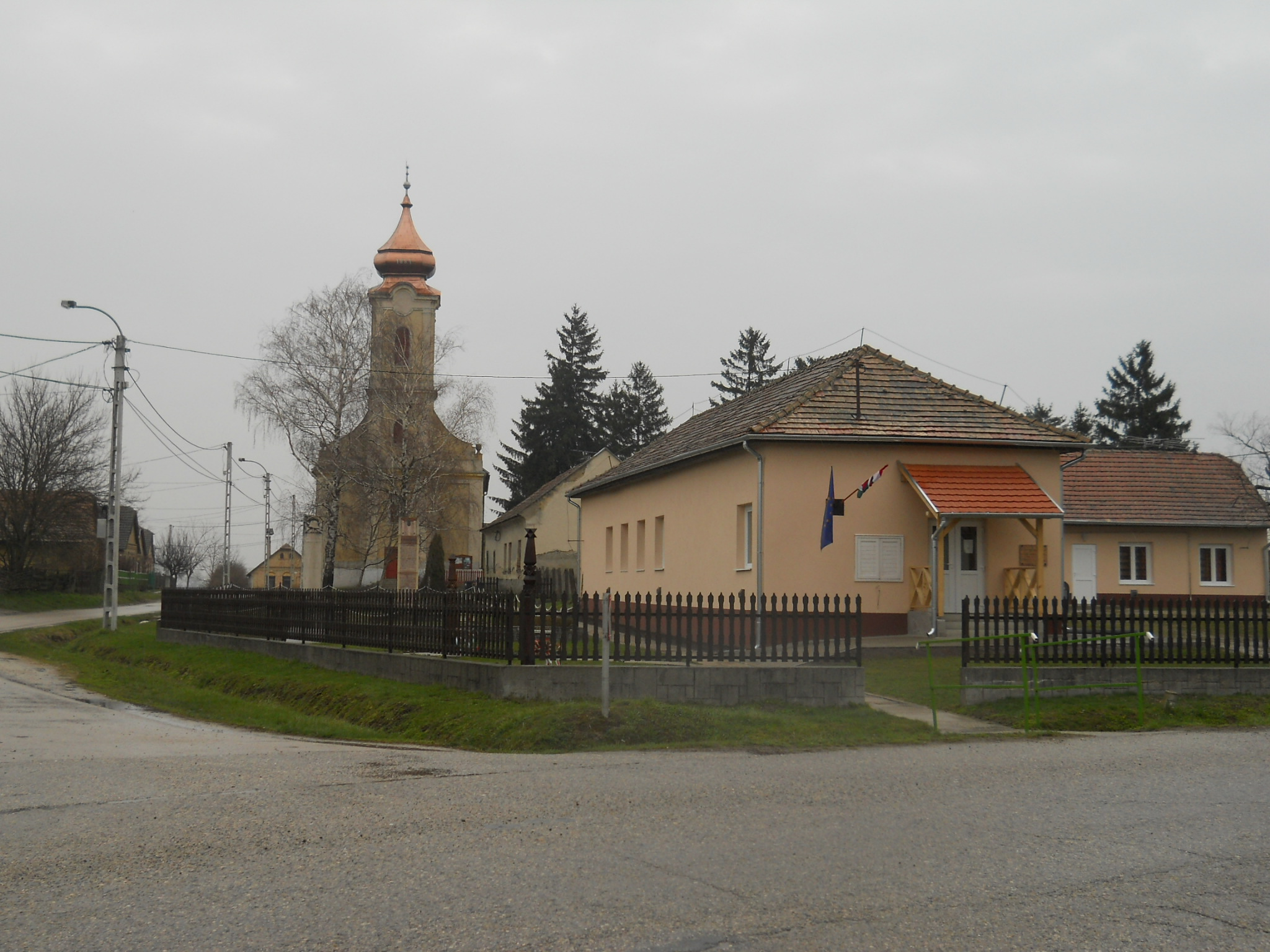
Blick auf die reformierte Kirche